# Stazione di Iwata (Shizuoka)
La stazione di Iwata (磐田駅 Iwata-eki?) è la principale stazione ferroviaria della città di Iwata, nella prefettura di Shizuoka in Giappone. La stazione è servita dalla linea principale Tōkaidō della JR Central.

## Linee
JR Central
■ Linea principale Tōkaidō

## Caratteristiche
La stazione di Iwata possiede un marciapiede laterale e uno a isola serventi tre binari in superficie, ed è dotata di tornelli automatici di accesso ai binari che supportano la tariffazione elettronica TOICA.
| 1 | Binario di servizio        |                                       |
| 2 | ■ Linea principale Tōkaidō | per Shizuoka, Atami, Yokohama e Tokyo |
| 3 | ■ Linea principale Tōkaidō | per Kakegawa, Hamamatsu e Toyohashi   |

## Stazioni adiacenti
| «                                     | Servizio                              | »                                     |
| Linea principale Tōkaidō (JR Central) | Linea principale Tōkaidō (JR Central) | Linea principale Tōkaidō (JR Central) |
| ------------------------------------- | ------------------------------------- | ------------------------------------- |
| Fukuroi                               | Locale                                | Toyodachō                             |
| Fukuroi                               | Homeliner                             | Hamamatsu                             |